# 2010年八達通私隱資料事件
2010年八達通私隱資料事件指八達通卡公司（以下簡稱「八達通」）於2002年起將約200萬客戶的個人資料轉讓給第三者，即信諾環球保險有限公司及Card Protection Plan Limited，並收取4,400萬元，佔了公司總收入三分之一。被轉讓的個人資料不但包括姓名、性別、身份證號碼等，更包括用戶曾於部份商戶購物的詳細清單。

## 事件
是次事件受影響的客戶包括參與八達通日日賞的客戶、個人八達通卡客戶及自動增值服務的使用者。八達通將約200萬客戶的個人資料轉售給6家公司作推廣，並收取4,400萬元。根據傳媒報導，八達通公司與其中一間公司的合約內容包括每年須至少向該公司提供75萬人次的客戶資料，否則將影響八達通公司收入；並當該公司憑客戶資料完成一宗生意，八達通即可收取佣金；合約也指明在推廣期後，要退回或銷毀有關資料予八達通公司，並需防止其他人接觸資料；另外合約也寫明該公司會利用「八達通日日賞」的名義推銷。此外，職工盟收到一市場調查公司的前員工報告，指該公司透過八達通公司名義向八達通的用戶發放消費模式問卷，但問題是八達通在沒有取得用戶同意下將資料轉交該公司，懷疑八達通從中獲利。
八達通表示，八達通獎賞公司可在特選商戶的產品推廣，以及部分商戶提供折扣優惠予「日日賞」作推廣，公司從中收取相應費用獲益。該公司會提供八達通卡客戶的名字、電話號碼、性別、八達通卡號碼等予商戶的電話直銷人員作出推廣。
為了令事件水落石出，香港立法會議員王國興建議引用立法會權力及特權法傳召八達通公司及大股東港鐵的代表到立法會交代，另有部份立法會議員要求八達通行政總裁陳碧鏵引咎辭職，以為事件負責；金融管理局則表示關注八達通轉售客戶資料，並會調查有否違規，預計10星期後會有結果。
八達通公司的大股東港鐵表示，未曾參與八達通公司的商業決定，並表示曾於2009年質疑八達通公司將資料用作推廣有否違反私隱條例，八達通公司表示沒有。但港鐵公司將於2010年7月30日召開董事局特別會議跟進事件。
受事件影響，八達通公司宣佈，八達通控股及旗下所有子公司今後均不會再向第三者提供客戶個人資料作市場推廣用途。

## 批評

### 申請表設計
日日賞的申請表要求客戶在申請時需填寫出生日期、身分證號碼及電話等資料，但實際上申請日日賞只需要姓名及卡號便可以，不需要其他的個人資料。
此外，申請條款字體太小，私隱專員吳斌在聆訊途中更一度手持放大鏡閱讀條款，並追問若市民參加日日賞，只填寫姓名及卡號是否可行，八達通公司代表無奈地表示「可行」。私隱專員吳斌批評八達通過度收集個人資料。

## 要求
是次事件八達通收受利益4,400萬，議員、市民及抗議團體均認為，八達通應把所得的利益退還予受影響客戶。而八達通於2010年8月4日下午的董事會決定，將全數款項捐贈予香港公益金。